# Mimosema dorsilinea
Mimosema dorsilinea är en fjärilsart som beskrevs av W. Warren 1906. Mimosema dorsilinea ingår i släktet Mimosema och familjen mätare. Inga underarter finns listade i Catalogue of Life.